# Margaret Berger
Margaret Berger (Trondheim, Noruega, 11 de octubre de 1985) es una cantante y compositora noruega de electropop. Debutó con la discográfica Sony BMG después de clasificarse en segundo lugar en la segunda edición del talent show noruego Idol. Berger representó a Noruega en el Festival de la Canción de Eurovisión 2013 que se celebró en Malmö, Suecia.

## Carrera musical

### 2004: Idol (Noruega)
Berger participó en la segunda edición noruega de Idol. En un principio, habiendo llegado al top 50, no logró clasificarse en su ronda inicial de semifinales, perdiendo contra Maria Haukaas Storeng y Kjartan Salvesen (quién resultaría ganador absoluto). Sin embargo fue repescada como comodín por la juez Anneli Drecker, quién dijo que era una de sus concursantes favoritas. Tras nueve semanas más en el concurso, se clasificó en segundo lugar en la gran final. 

### 2004:Chameleon
El álbum de debut de Berger, Chameleon, se publicó en octubre de 2004. Compuesto de rock, dance, R&B, y música electrónica, llegó al número cuatro en la lista de ventas noruega. No tuvo un sencillo oficial, pero el vídeo musical de "Lifetime Guarantee" ganó un Spellemannprisen.

### 2006-07:Pretty Scary Silver Fairy
Pretty Scary Silver Fairy, publicada en octubre de 2006, llegó al número 8 en Noruega. Influenciada por Björk, Daft Punk y The Knife, el álbum supuso un alejamiento de lo que había hecho anteriormente. Presentaba una mezcla de electrónica y dance-pop y produjo dos singles de top 20 en la lista de ventas. El primer sencillo, "Samantha", llegó al número seis y habla en su letra de las mujeres que cambian para agradar a los demás.

### 2013: Festival de Eurovisión yNew Religion
Berger representó a Noruega en el Festival de la Canción de Eurovisión 2013 tras ganar el Melodi Grand Prix, la final nacional noruega, con la canción «I feed you my love». En la gala, celebrada en Malmö, alcanzó la cuarta posición, con un total de 191 puntos.
Actualmente graba su tercer álbum New Religion en Londres, Inglaterra.